# Municipio de Howell (Míchigan)
El municipio de Howell (en inglés: Howell Township) es un municipio ubicado en el condado de Livingston en el estado estadounidense de Míchigan. En el año 2010 tenía una población de 6702 habitantes y una densidad poblacional de 80,76 personas por km².

## Geografía
El municipio de Howell se encuentra ubicado en las coordenadas 42°38′40″N 83°58′28″O / 42.64444, -83.97444. Según la Oficina del Censo de los Estados Unidos, el municipio tiene una superficie total de 82.99 km², de la cual 82.41 km² corresponden a tierra firme y (0.71%) 0.59 km² es agua.

## Demografía
Según el censo de 2010, había 6702 personas residiendo en el municipio de Howell. La densidad de población era de 80,76 hab./km². De los 6702 habitantes, el municipio de Howell estaba compuesto por el 97.05% blancos, el 0.33% eran afroamericanos, el 0.42% eran amerindios, el 0.63% eran asiáticos, el 0.04% eran isleños del Pacífico, el 0.49% eran de otras razas y el 1.04% pertenecían a dos o más razas. Del total de la población el 1.85% eran hispanos o latinos de cualquier raza.